# Salives
Salives è un comune francese di 286 abitanti situato nel dipartimento della Côte-d'Or nella regione della Borgogna-Franca Contea.
Il territorio comunale ospita la sorgente del fiume Tille.

## Società

### Evoluzione demografica
Abitanti censiti